# Campionati europei di nuoto 2022
La XXXVI edizione dei Campionati europei di nuoto si è svolta a Roma in Italia dall'11 al 21 agosto 2022.
Dopo aver ospitato le Olimpiadi del 1960 ed essere stata capitale mondiale del nuoto nel 1994 e nel 2009, Roma è tornata ad ospitare una grande manifestazione natatoria con i Campionati europei delle discipline acquatiche, che aveva già ospitato nel 1983, e quelli Master.

## Discipline
Le competizioni si sono svolte in 3 sedi distribuite sul territorio romano. Il complesso natatorio del Foro Italico ha ospitato il nuoto, i tuffi e i tuffi dalle grandi altezze; una piscina temporanea è stata allestita all’interno dello stadio Nicola Pietrangeli per il nuoto artistico; infine nel mare del Lido di Ostia si sono svolte le gare del nuoto in acque libere.
| Disciplina           | Masc. | Femm. | Miste | Tot. |
| -------------------- | ----- | ----- | ----- | ---- |
| Nuoto                | 20    | 20    | 3     | 43   |
| Nuoto di fondo       | 3     | 3     | 1     | 7    |
| Nuoto artistico      | 2     | 8     | 2     | 12   |
| Tuffi                | 5     | 5     | 3     | 13   |
| Tuffi grandi altezze | 1     | 1     | 0     | 2    |
| Totale               | 31    | 37    | 9     | 77   |

## Medagliere
Nazione ospitante 
| Posiz. | Nazione              | Oro | Argento | Bronzo | Totale |
| ------ | -------------------- | --- | ------- | ------ | ------ |
| 1      | Italia               | 25  | 26      | 21     | 72     |
| 2      | Gran Bretagna        | 10  | 8       | 9      | 27     |
| 3      | Ucraina              | 10  | 6       | 1      | 17     |
| 4      | Germania             | 6   | 2       | 7      | 15     |
| 5      | Ungheria             | 5   | 8       | 3      | 16     |
| 6      | Paesi Bassi          | 5   | 1       | 6      | 12     |
| 7      | Francia              | 4   | 8       | 10     | 22     |
| 8      | Svezia               | 4   | 2       | 2      | 8      |
| 9      | Romania              | 3   | 1       | 0      | 4      |
| 10     | Svizzera             | 1   | 4       | 0      | 5      |
| 11     | Grecia               | 1   | 1       | 2      | 4      |
| 12     | Lituania             | 1   | 0       | 3      | 4      |
| 13     | Bosnia ed Erzegovina | 1   | 0       | 1      | 2      |
| 14     | Israele              | 1   | 0       | 0      | 1      |
| 15     | Spagna               | 0   | 5       | 0      | 5      |
| 16     | Austria              | 0   | 2       | 4      | 6      |
| 17     | Polonia              | 0   | 1       | 1      | 2      |
| 18     | Danimarca            | 0   | 1       | 0      | 1      |
| 18     | Finlandia            | 0   | 1       | 0      | 1      |
| 20     | Portogallo           | 0   | 0       | 3      | 3      |
| 21     | Slovacchia           | 0   | 0       | 2      | 2      |
| 22     | Turchia              | 0   | 0       | 1      | 1      |
| 22     | Serbia               | 0   | 0       | 1      | 1      |
| Totale | Totale               | 77  | 77      | 77     | 231    |